# Sędzia John Deed
Sędzia John Deed (Judge John Deed) – brytyjski serial telewizyjny, łączący elementy dramatu sądowego i serialu obyczajowego, emitowany w latach 2001–2007 na antenie telewizji BBC One. Łącznie wyprodukowano 29 odcinków o średniej długości ok. 90 minut, podzielonych na sześć serii. Pomysłodawcą i scenarzystą serialu był Gordon Frank Newman, a w roli tytułowej występował Martin Shaw.

## Opis fabuły
Tytułowym bohaterem serialu jest Sir John Deed, sędzia angielskiego Sądu Najwyższego (choć należy pamiętać, że ze względu na diametralnie inny model struktury sądownictwa w Polsce i Anglii, jego zadania są bliższe pracy sędziów naszych sądów okręgowych, tyle że cieszy się znacznie większym prestiżem i przywilejami). W przeciwieństwie do większości swoich konserwatywnych i ultralegalistycznych kolegów, sędzia Deed jest gorliwym wyznawcą zasady, że "sprawiedliwość musi iść przed prawem", co wciąga go w permanentne konflikty z przełożonymi i wpływowymi środowiskami, np. biznesu. Ponadto serial pokazuje także niełatwe życie prywatne sędziego - playboya, który pomimo pięćdziesiątki na karku i dorosłej córki, wciąż nie może się ustatkować, co nie sprzyja jego zawodowej reputacji.

## Obsada
- Martin Shaw jako Sir John Deed
- Jenny Seagrove jako Jo Mills
- Caroline Langrishe jako Georgina Channing
- Donald Sinden jako Sir Joseph Channing
- Simon Ward jako Sir Monty Everard
- Simon Chandler jako Sir Ian Rochester
- Aneirin Hughes jako Neil Haughton
- Louisa Clein jako Charlie Deed
- Christopher Cazenove jako Row Colemore
- Barbara Thorn jako Rita Cooper

## Kontrowersje
Serial był dość powszechnie oskarżany o prezentowanie bardzo wyidelizowanego, niemającego wiele wspólnego z rzeczywistością obrazu brytyjskiego sądownictwa. Ukazały się liczne publikacje prasowe dowodzące, iż w rzeczywistości wiele decyzji sędziego Deeda byłoby natychmiast uchylonych przez wyższą instancję (co w serialu dzieje się sporadycznie), a on sam mógłby mieć kłopoty dyscyplinarne.

## Produkcja i dystrybucja
Serial powstał jako autorski projekt pisarza i scenarzysty Gordona Franka Newmana, dla którego był to trzeci serial realizowany dla BBC, w tym drugi o tematyce prawniczej, po Law & Order z 1978 roku (którego nie należy mylić ze znacznie bardziej znanym amerykańskim serialem o takim samym tytule). Napisał on scenariusze wszystkich odcinków, był także producentem serialu, który na zlecenie BBC realizowała jego firma One-Eyed Dog.
Sceny studyjne kręcono w hali zdjęciowej zlokalizowanej w Bushey w hrabstwie Hertfordshire. Głównym miejscem realizacji scen plenerowych było Aylesbury, gdzie ekipa uzyskała zgodę na wykorzystanie budynku autentycznego sądu, choć tylko z zewnątrz.
Premierowe emisje serialu odbywały się na antenie BBC One, we wtorkowe lub czwartkowe wieczory. Ponadto serial był pokazywany na kanałach BBC przeznaczonych dla publiczności zagranicznej, w tym na dostępnym wówczas w Polsce BBC Prime. Prawa do jego emisji zostały zakupione również przez lokalnych nadawców z kilku państw, m.in. z Belgii.